# Blocatge de branca
Un blocatge de branca del feix de His o, senzillament, un blocatge de branca és un defecte en una de les branques del feix de His del sistema de conducció elèctrica del cor.

## Tipus
Depenent de la ubicació anatòmica del trastorn que condueix a un blocatge, es classifiquen a més en:
- Blocatge de branca dreta (BBD o BBDFH)
- Blocatge de branca esquerra (BBE o BBEFH)

El blocatge de branca esquerra es pot subclassificar en:
- Hemiblocatge esquerre anterior. En aquest cas només està implicada la meitat anterior de la branca esquerra del feix.
- Hemiblocatge esquerre posterior. Només està implicada la part posterior de la branca esquerra del feix

Altres classificacions dels blocs de branques de paquets són;
- Blocatge bifascicular. Es tracta d'una combinació de blocatge de branca dreta i hemiblocatge esquerre anterior o hemiblocatge esquerre posterior
- Blocatge trifascicular. Es tracta d'una combinació de blocatge de branca dreta amb hemiblocatge esquerre anterior o hemiblocatge esquerre posterior juntament amb un blocatge AV de primer grau.
- Blocatge de branca dependent de la taquicàrdia